# Gibberula cherubini
Gibberula cherubini là một loài ốc biển, một động vật thân mềm chân bụng sống ở biển trong họ Marginellidae, họ ốc mép.

## Mô tả
Kích thước vỏ là 3,6 mm.

## Phân bố
Chúng phân bố ở Ấn Độ Dương dọc theo Madagascar và Réunion.